# Галиевка (Житомирская область)
Гали́евка (укр. Галіївка) — село на Украине, находится в Чудновском районе Житомирской области.
Код КОАТУУ — 1825881701. Население по переписи 2001 года составляет 712 человек. Почтовый индекс — 13251. Телефонный код — 4139. Занимает площадь 2,289 км².

## Адрес местного совета
13251, Житомирская область, Чудновский р-н, с.Галиевка, ул.Мазуркевича, 50